# Himertosoma coloratum
Himertosoma coloratum är en stekelart som först beskrevs av André Seyrig 1932.  Himertosoma coloratum ingår i släktet Himertosoma och familjen brokparasitsteklar. Inga underarter finns listade i Catalogue of Life.